# Gursahaiganj
Gursahaiganj es una ciudad y municipio situada en el distrito de Kannauj en el estado de Uttar Pradesh (India). Su población es de 46060 habitantes (2011). 

## Demografía
Según el censo de 2011 la población de Gursahaiganj era de 46060 habitantes, de los cuales 24282 eran hombres y 21778 eran mujeres. Gursahaiganj tiene una tasa media de alfabetización del 66,57%, inferior a la media estatal del 67,68%: la alfabetización masculina es del 73,48%, y la alfabetización femenina del 58,90%.